# Quận Lenoir, North Carolina
Quận Lenoir là một quận nằm ở tiểu bang Bắc Carolina. Tại thời điểm năm 2000, quận có dân số 59.648, và ước khoảng 57.961 người vào năm 2005, Quận lỵ đóng ở Kinston6, nằm bên sông Neuse.

## Địa lý
Theo Cục điều tra dân số Hoa Kỳ, quận có tổng diện tích 402 square miles (1.041 km²), trong đó, 400 dặm Anh vuông (1.036 km²) là diện tích đất và 2 dặm Anh vuông (6 km²) trong tổng diện tích (0,56%) là diện tích mặt nước.

### Các thị trấn
Quận được chia thành 12 xã: Contentnea Neck, Falling Creek, Institute, Kinston, Moseley Hall, Neuse, Pink Hill, Sand Hill, Southwest, Trent, Vance, và Woodington.

### Các quận giáp ranh
- Quận Greene, Bắc Carolina - Bắc
- Quận Pitt, Bắc Carolina - Đông bắc
- Quận Craven, Bắc Carolina - Đông
- Quận Jones, Bắc Carolina - Đông nam
- Quận Duplin, Bắc Carolina - Tây nam
- Quận Wayne, Bắc Carolina - Tây

## Thông tin nhân khẩu
Năm 2005, quận có 57.961 người, 23.862 hộ, và 16.178 gia đình sinh sống trong quận này. Mật độ dân số là 149,2 người trên mỗi dặm Anh vuông (58/km²). Đã có 27,940 đơn vị nhà ở với một mật độ bình quân là 68 trên mỗi dặm Anh vuông (26/km²). Cơ cấu chủng tộc của dân cư sinh sống tại quận này gồm 58,1% người da trắng, 40,9% người da đen hoặc người Mỹ gốc Phi, 0,2% người thổ dân châu Mỹ, 0,4% người gốc châu Á, 0,1% người các đảo Thái Bình Dương, 1,88% từ các chủng tộc khác, và 0,2% từ hai hay nhiều chủng tộc. 3,8% dân số là người Hispanic hoặc người Latin thuộc bất cứ chủng tộc nào. Lưu trữ ngày 6 tháng 4 năm 2010 tại Wayback Machine
Có 23,862 hộ trong đó có 31,30% có con cái dưới tuổi 18 sống chung với họ, 46,40% là những cặp kết hôn sinh sống với nhau, 17,30% có một chủ hộ là nữ không có chồng sống cùng, và 32,20% là không gia đình. 28,40% trong tất cả các hộ gồm các cá nhân và 11,80% có người sinh sống một mình và có độ tuổi 65 tuổi hay già hơn. Quy mô trung bình của hộ là 2,43 còn quy mô trung bình của gia đình là 2,96,
Phân bố độ tuổi của cư dân sinh sống trong huyện là 25,6% dưới độ tuổi 18, 7,90% từ 18 đến 24, 27,60% từ 25 đến 44, 24,60% từ 45 đến 64, và 15,1% người có độ tuổi 65 tuổi hay già hơn. Độ tuổi trung bình là 38 tuổi. Cứ mỗi 100 nữ giới thì có 90,30 nam giới. Cứ mỗi 100 nữ giới có độ tuổi 18 và lớn hơn thì, có 84,70 nam giới.
Thu nhập bình quân của một hộ ở quận này là $30.952, và thu nhập bình quân của một gia đình ở quận này là $38.815, Nam giới có thu nhập bình quân $28.879 so với mức thu nhập $21.536 đối với nữ giới. Thu nhập bình quân đầu người của quận là $16.744, Khoảng 12,60% gia đình và 17,1% dân số sống dưới ngưỡng nghèo, bao gồm 22,00% những người có độ tuổi 18 và 18,40% là những người 65 tuổi hoặc già hơn.

## Thành phố và thị trấn
- Grifton
- Kinston
- La Grange
- Pink Hill
- Deep Run